# Линия 2 (метрополитен Бильбао)
Линия 2 — исторически вторая линия метрополитена Бильбао. Была открыта 13 апреля 2002 года. В настоящее время она тянется от станции «Басаури» до станции «Сантурци». Её путь пролегает через муниципалитеты Басаури и Эчеварри, город Бильбао и левый берег реки Нервьон. На линии расположены 24 станции метро.

## История
Первый отрезок линии был открыт 13 апреля 2002 года с 5-ю станциями: «Гуруцета/Крусес», «Ансио», «Баракальдо», «Багаца» и «Урбинага». Линия 2 соединялась с Линией 1 у станции «Сан-Инасио», с которой они образовывают единую линию метро, ведущую от «Сан-Инасио» до станции «Эчебарри»).
8 января 2005 года были открыты 2 новые станции: «Сестао» (после станции «Урбинага») и «Эчебарри».
20 января 2007 года были введены в эксплуатацию ещё 2 новые станции Линии 2: «Португалете» и «Абачоло», обе расположены на территории муниципалитета Португалете.
4 июля 2009 года на Линии 2 появились ещё 2 станции: «Пеньота» и «Сантурци», обе относящиеся к муниципалитету Сантурсе.